# Выкорми ворона
«Выкорми ворона» (исп. Cría cuervos) — фильм испанского кинорежиссёра Карлоса Сауры 1976 года. Аллегорическая многоплановая притча о смерти и детских страхах. Фильм был восторженно принят критикой, получил множество наград на различных фестивалях, в том числе в Каннах. Релиз специального двухдискового DVD под эгидой «Criterion Collection» состоялся 14 августа 2007 года.

## Сюжет
Восьмилетняя Ана молча и безучастно приближается к спальне отца, откуда доносится прерывистое дыхание и женский шёпот, а затем горестное всхлипывание. Спускаясь по лестнице, Ана видит, как из спальни выходит привлекательная полураздетая женщина средних лет. Женщина бросается к входной двери, но тут замечает Ану. Они обмениваются взглядами, но ничего не говорят друг другу, и женщина стремительно выбегает из дома, одеваясь на ходу. Ана заходит в спальню и находит отца мёртвым — вероятно, у него случился сердечный приступ. Ана с невозмутимым видом забирает из комнаты полупустой стакан молока, отправляется на кухню и тщательно его моет. Тут появляется её мама, отчитывает Ану за то, что она до сих пор не в кровати, и отсылает её спать. Но всё дело в том, что мать Аны умерла ещё на месяц раньше, чем отец.
Реальность и фантазии меняются местами. Странная смерть отца, офицера фашистского режима, реальна. Реальна и мучительная смерть матери-пианистки от обильных кровотечений, но детское сознание не может вынести и принять её: Ана по-прежнему иногда видит мать, разговаривает с ней, а когда её нет, слушает пластинку с молодёжной песней. Девочку одолевает причудливая фантазия, что причиной «ухода» родителей стал белый порошок в баночке. Когда-то её мама попросила выбросить его, назвав его «страшным ядом, способным одной щепоткой убить слона». Но Ана предусмотрительно сохранила баночку и спрятала её в укромном месте.
На похоронах отца Ана снова видит загадочную женщину, которая была с отцом в ту роковую ночь. Это Амелия, жена сослуживца и близкого друга отца. Ану не тяготит смерть отца, она с удовлетворением пользуется возможностью немного отдохнуть от его авторитарного поведения в доме. Но вскоре появляется сестра мамы, тётя Паулина, взявшая на себя заботу о сиротах — Ане и двух её сёстрах. Паулина с холодной деликатностью принимается «наводить порядок в доме», в котором теперь остались только женщины: Ана с сёстрами, парализованная бабушка и немного вульгарная горничная Роса.
Ана скрывается в подвале, где она хранит «смертельный порошок», а затем мы видим её через двадцать лет — она удивительно похожа на свою мать. Ана говорит: «Я не верю в райское время детства, в невинность, в природную чистоту детей. Я помню своё детство как долгое время безысходности, печали, страха. Страха неизвестности».
Летние каникулы Ана проводит в своих маленьких ритуалах: кормит морскую свинку Рони, подвозит бабушку к стене с фотографиями, вместе с сёстрами слушает пластинку с той же грустной молодёжной песней, иногда разговаривает с Росой и умершей матерью. Воспоминания о матери всё больнее терзают её… Лучше бы умерла строгая тётя Паулина или сёстры. И Ана упражняется в способности «убивать» близких.
Вскоре умирает Рони, Ана закапывает свинку в саду. Ана представляет и собственную смерть: в своём воображении она бросается с крыши дома напротив. Это мнимое самоубийство, после которого она продолжает жить, окончательно стирает в её сознании грань между бытием и небытием, смерть превращается для неё в условность, становится предельно простой, обыденной. Ана предлагает бабушке, давно живущей в мире своих воспоминаний, помочь умереть. Бабушка соглашается, но увидев, что Ана собирается дать ей «страшный яд», на деле оказавшийся пищевой содой, отказывается и утверждает, что никакой это не яд.
Ана убеждена, что это она убила своего отца, подсыпав этот «яд» в стакан молока. Она «убила» его за многолетнее безразличие к матери, которое довело её до болезни и страшного конца.
А теперь Ана хочет так же «убить» и тётю Паулину. Она кладёт ложку порошка в стакан с молоком, и тётя выпивает его. Ночью Ана идёт в комнату тёти, проверяет, умерла ли она, и, довольная результатом, с невозмутимым видом забирает из комнаты полупустой стакан молока, отправляется на кухню и тщательно его моет. Но утром неожиданно для неё тётя Паулина заходит в спальню и говорит девочкам, что пора вставать, ведь сегодня первый учебный день. И три сестры бодрым шагом отправляются в школу через шумный просыпающийся город. Снова звучит молодёжная мелодия с любимой пластинки Аны.

## Название фильма
Съёмки Cria Cuervos проходили в последние месяцы франкистского режима, а на экраны фильм вышел уже после смерти Франко, в январе 1976 года. Его название — это первая часть испанской пословицы Cría cuervos y te arrancarán los ojos (Выкорми воронов, и они выклюют тебе глаза).. Обычно эту фразу относят к неблагодарным или плохо воспитанным детям. Однако в названии также может содержаться намёк на то, что любое зло, в том числе совершённое по отношению к народу, однажды возвратится к тому, кто его сотворил. Сама фраза Cría cuervos y te arrancarán los ojos приписывается герцогу Альваро де Луна. Однажды на охоте он встретил слепого нищего, с ужасными шрамами вместо глаз. Нищий рассказал, что три года он выкармливал ворона, заботился о нём, но однажды тот напал на него и выклевал ему глаза. Тогда якобы дон Альваро и произнёс эти слова.
В США фильм был выпущен под названием Cría! (англ. Кри́а). На русском языке распространены два варианта перевода названия: Выкорми ворона и Вскорми ворона.

## Режиссёрский замысел
В фильме развита идея Бунюэля о ребёнке, который верит, что может убивать одной силой мысли (фильм «Попытка преступления»). По словам режиссёра, Ану не столько занимает мысль о смерти, сколько её распирает осознание собственного могущества — «способности заставить исчезнуть кого угодно и заставить его появиться вновь: к примеру, способности вернуть покойную мать в повседневность одной только силой желания».

События в этой истории развёртываются в соответствии с желаниями и склонностями Аны, ребёнка. До тех пор, пока мы не начинаем сомневаться в подлинности её рассказа, ведь этот ребёнок наделён очень живым воображением. Идея, которая толкнула меня на создание этого фильма, — это всего-навсего мысль об отождествлении дочери с матерью. То, до какой степени этот ребёнок (как и прочие дети) погружён в то, что мы называем миром ребёнка, в мир, который на самом деле в большей части создан взрослыми, мир подавленных чувств, где дети выступают как отражение или проекция взрослых. Детям пришлось бы уничтожить взрослых, чтобы освободиться от их влияния, — и Ана в глубине души понимает это.— Карлос Саура
Когда режиссёра попросили объяснить причину страданий Аны, он ответил: «Cria cuervos грустный фильм, да. Но причиной тому моя убеждённость, что детство — это ужаснейшая пора нашей жизни. Я хотел показать, что в детстве вы не понимаете, куда идёте. Вас просто берут и уводят, насильно толкают куда-то, и вы в постоянном страхе. Вы не знаете, куда идёте, не знаете, кто вы и что собираетесь делать. Это время ужасающей неизвестности».

## Актрисы
- Херман Кобос — Николас Гаронтес

Ана Торрент исполняет главную роль, Аны в детстве. Ана Торрент уже была хорошо известна благодаря роли в фильме «Дух улья» (El espíritu de la colmena, 1973) Виктора Эрисе, у которого она снялась в семилетнем возрасте (в этом фильме её героиню также звали Ана). Затем, уже после успеха Cría cuervos, последовала ещё одна её яркая работа — в фильме «Гнездо» (1980) Хайме де Арминьяна, повествующем о взаимоотношениях тринадцатилетней девочки и старого вдовца в исполнении Эктора Альтерио (у Сауры он сыграл Ансельмо).
Джеральдина Чаплин выступает сразу в двух ролях: матери Аны и повзрослевшей Аны, от лица которой ведётся рассказ. Во втором случае её дублирует Хулиета Серрано, из-за американского акцента Джеральдины. Чаплин долгое время была гражданской женой и музой Карлоса Сауры. Образ Аны — сквозной в фильмографии этого режиссёра, и, кроме «Выкорми ворона», Джеральдина Чаплин снялась в фильмах «Охлаждённый мятный коктейль» (Peppermint Frappé, 1967), «Ана и волки» (Ana y los lobos, 1973), «Маме исполняется сто лет» (1979).

## Музыка
- Музыку к фильму написал испанский композитор Федерико Момпоу. В картине звучит его «Canción y Danzas N.6».
- В качестве лейтмотива звучит песня Хосе Луиса Пералеса «Porque te vas» (Потому что ты уходишь) в исполнении Жанетт (Jeanette), ставшая благодаря успеху фильма одной из самых известных в мире песен на испанском языке и едва ли не самой часто перезаписываемой, уступая только «Bésame Mucho». Жанетт поёт с заметным английским акцентом, песня пробуждает в маленькой Ане воспоминания о её умершей матери[7]. Несмотря на заразительный ритм песни, она очень горькая и печальная. Ана не понимает и не принимает смерть, видя в ней лишь уход.[8]
- Популярная в 1930-е годы песня «Ay, Mari Cruz» (авторы Joaquín Valverde, Rafael de León и Manuel Quiroga) в исполнении испанской певицы Imperio Argentina звучит как тема воспоминаний прикованной к инвалидному креслу бабушки Аны.

## Критика
Работа над фильмом Cria Cuervos проходила летом 1975 года, когда диктатор Франко уже был при смерти. Премьера состоялась 26 января 1976 года в Мадриде. Фильм произвёл сенсацию и в том же году получил Специальный приз жюри Каннского фестиваля. Картина стала самой коммерчески успешной в карьере режиссёра Карлоса Сауры и продюсера Элиаса Керехеты. В мировом прокате фильм также имел большой успех, в том числе и в США, где закрепил репутацию Сауры как самого знаменитого испанского кинорежиссёра 1970-х годов. В настоящее время картина Cria Cuervos признана классикой испанского кинематографа.
Сразу после выхода фильма на экраны в его сюжете стали усматривать аллегорию событий в Испании на изломе двух эпох. Отец Аны олицетворяет режим диктатора Франко; умирающая в страшных мучениях мать — это безнадёжно больная «старая» Испания. Лицо бабушки обращено к прошлому, она безмолвна к диктатуре и живёт только своими воспоминаниями. Ана и её сёстры это «новая» Испания, уже вкусившая насилия и жестокости, но возможно, способная к перерождению, к созданию чего-то нового. История, рассказанная в фильме, угнетает диссонансом между исковерканным внутренним миром Аны и миром внешним, отравленным агонией фашизма. В психике Аны эти две вселенные сходятся друг с другом лицом к лицу. Российский киновед Алексей Дунаевский также отмечал, что фильм посвящён исследованию испанского общества последних лет эпохи франкизма: «При этом Саура тщательно выстраивает таинственную атмосферу, пытаясь гипнотизировать зрителя образами искалеченного сознания нации».

## Награды и номинации
Фильм и его создатели был удостоен 7 различных кинонаград. Среди наград и номинаций:
- конкурсная программа Каннского фестиваля 1976
  - специальный приз жюри режиссёру Карлосу Сауре (совместно с французским кинорежиссёром Эриком Ромером)[11]
- гран-при Французского синдиката кинокритиков — лучший фильм[11]
- премия Объединения испанских киносценаристов — лучшая режиссёра[11]
- номинация на «Золотой глобус» 1978 года (Лучший иностранный фильм, уступил фильму «Необычный день» (Una giornata particolare) итальянского кинорежиссёра Этторе Скола)
- номинация на премию «Сезар» в категории «Лучший иностранный фильм» (уступил фильму «Мы так любили друг друга» Этторе Скола)